# 郢 (閩越王)
郢（？—前135年），前2世纪中期閩越王，无诸之后裔。

## 生平
建元三年（前138年），受吴王刘濞子刘驹怂恿，起兵攻打东瓯，汉朝严助率军从海路援东瓯，被迫回师。建元六年（前135年），閩越王郢發兵攻打南越，南越王趙胡上表漢廷請求增援。漢武帝遣大行王恢率軍自豫章出發，大農韓安國自會稽出發，水陸並進攻打閩越。郢立即發兵拒險。其弟余善認為漢軍強大，不可與之為敵，與大臣合謀，用鏦擊殺了郢，向漢朝投降。隨後，余善被漢朝冊封為東越王，而另一位閩越國宗室繇君丑則被冊封為越繇王（也作繇王）。

## 相关传说
相傳閩越首都東冶附近的鱔溪中有大鱔危害百姓，每年正月十五，都要吃掉村中的一對童男童女。閩越王郢的第三子寅（白馬三郎）得知此事後為民除害，用箭射死了它。但白馬三郎也在搏鬥中被大鱔捲入水中溺死。後世的福州人為了紀念白馬三郎，尊他為神，建立「白馬尊王廟」對他進行祭祀。

## 祭祀
唐朝追封郢为“明德贊福王”。
據《三山志·祠廟》記載，福州在唐代大曆之前，有名望得以通祀的只有南台廟（祭祀無諸）、鱔溪廟（祭祀騶寅）、城隍廟、明德贊福王廟（祭祀郢）四處廟宇。時至今日，無諸、騶寅、城隍的廟祀仍有保留，唯獨郢的廟祀已消失。

## 影視形象

### 電視劇
| 演員   | 年份   | 作品         |
| 李士际 | 2005年 | 《汉武大帝》 |